# Melomys caurinus
Melomys caurinus és una espècie de mamífer rosegador de la família dels múrids. Són rosegadors de mitjanes dimensions, amb una llargada de cap a gropa de 176 mm i una cua de 136 a 137 mm. És endèmica de Karakelong i Salebabu, a les Illes Talaud d'Indonèsia, on viu en boscs. Probablement és terrestre. A causa de la mida decreixent de la població d'aquesta espècie, i el fet que s'estan talant els boscs naturals de l'illa, està classificada com espècie «en perill».